# شولبان خاماتوفا
شولبان نايليفنا خاماتوفا (بالروسية: Чулпа́н Наи́левна Хама́това) هي ممثلة روسية من أصل تتاري ولدت في يوم 1 أكتوبر 1975 في مدينة قازان في الإتحاد السوفييتي لعائلة تعمل في الهندسة تعلمت الاقتصاد في قازان وثم انتقلت إلى جامعة موسكو الحكومية لتكمل تعليمها في الفنون حيث أصبحت واحدة من أشهر الممثلات في المسرح، تتقن شولبان التحدث باللغات الروسية والإنجليزية والألمانية والبرتغالية.

## روابط خارجية
- شولبان خاماتوفا على موقع IMDb (الإنجليزية)
- شولبان خاماتوفا على موقع ألو سيني (الفرنسية)
- شولبان خاماتوفا على موقع ميوزك برينز (الإنجليزية)
- شولبان خاماتوفا على موقع أول موفي (الإنجليزية)
- شولبان خاماتوفا على موقع قاعدة بيانات الأفلام السويدية (السويدية)
- شولبان خاماتوفا على موقع قاعدة بيانات الفيلم (الإنجليزية)
- شولبان خاماتوفا على موقع ليتربوكسد (الإنجليزية)
- شولبان خاماتوفا على موقع كينوبويسك (الروسية)
- شولبان خاماتوفا على موقع أوليمبيديا (الإنجليزية)